# 杉山邦博
杉山 邦博（すぎやま くにひろ、1930年〈昭和5年〉10月19日 - ）は、元NHKのエグゼクティブアナウンサーで日本福祉大学生涯学習センター長・客員教授、中京大学体育学部大学院非常勤講師。東京相撲記者クラブ会友、相撲ジャーナリスト。福岡県出身。実弟は教育学の研究で知られ元日本教育学会会長の堀尾輝久東大名誉教授。

## 来歴・人物
1930年、福岡県小倉市（現・北九州市）生まれ。熊本陸軍幼年学校、福岡県立小倉高等学校、早稲田大学文学部を経て、1953年、NHKに入局。初任地は名古屋局で、この時の上司（放送部長）が1933年の1月場所から大相撲実況をしていた山本照だった。スポーツ実況のアナウンサーとして進むことを希望していた杉山にとって、この時の出会いが、子どもの頃にラジオで聞いて憧れた大相撲実況への道に進む端緒となり、自身初の大相撲実況は、1954年2月に金山体育館で行われた大相撲名古屋準本場所だった。
1957年11月の九州場所が準本場所から本場所に格上げになるにあたり、それに先立って大相撲中継のノウハウを持つスタッフの少なかった福岡局に異動。九州場所の中継を任された。この時のことを「生まれ故郷の福岡で、初めての本場所開催に携われたことは本当に光栄でした」と述懐している。NHK在職中は名古屋（1953-57年、1982-85年）、福岡（1957-60年、1965-69年）、大阪（1969-72年）、東京（1960-65年、1972-82年、1985-87年）と大相撲の本場所開催地の放送局に一貫して在籍した。
1987年10月に定年を迎え、その直前の1987年9月場所千秋楽が最後の実況となった。その後も1994年3月場所まで解説などでNHKの大相撲中継にも関わったが、現在も東京相撲記者クラブ会友として活動し、本場所では、東側花道脇の席に座っている姿がテレビの大相撲中継でよく映し出される。この他にも相撲力士の結婚式や断髪式の司会進行役を行うこともある。
杉山とほぼ同時期にNHKの大相撲中継に携わったアナウンサーには、北出清五郎、向坂松彦、石橋省三らがいる。
杉山はまたスポーツアナウンサーとしてオリンピック中継クルーにも入り、1964年の東京大会、1968年のメキシコ大会 で実況中継を行った。
またプロ野球中継、高校野球中継の実況アナウンサーも担当していたこともある。
競馬中継では、1970年代にメインの司会、実況を務めていた。

## エピソード

### メキシコシティー五輪
1968年10月にオリンピック中継のためメキシコに派遣され各種目の実況をしたが、モンゴルのジグジドゥ・ムンフバトがレスリング重量級で銀メダルを獲得した様子や、中継を担当した閉会式で「モンゴル人ただ一人のメダリスト、ジグジドゥ・ムンフバトさんが行進しています。私の目の前を通っています。嬉しそうです」と紹介している。彼は第69代横綱・白鵬の父親である。

### 「泣きの杉山」
杉山は客観的で冷静に実況をするように心がけていたものの、実は大の貴ノ花（初代）贔屓でも知られていた。とりわけ、貴ノ花（初代）が幕内初優勝を遂げた1975年春場所千秋楽の優勝決定戦や、または貴ノ花が引退した1981年初場所7日目の貴ノ花不戦敗の実況放送では思わず絶句している。“NHKアナも泣いた大関貴ノ花の引退”と週刊誌に報じられ、「泣きの杉山、泣かせの杉山」といわれ、人情アナの異名を取る。
実際、貴ノ花（初代）引退の放送では、「今日、大関の貴ノ花関が引退です…。」とコメントした後に思わず感極まって溢れる涙が止まらず言葉を詰まらせてしまった。すぐ横でその杉山の姿を見ていた解説の玉の海梅吉が、杉山にやおら目をやると自ら貴ノ花の初土俵からの思い出を語り始め、杉山は一旦放送ブースを離れた。気持ちを落ち着かせた杉山が次の取り組みに戻るまでの間、玉の海は一人放送ブースで語り続けた。

### 取材証没収
2007年9月10日、日本相撲協会は、同協会が発行し杉山が所持していた相撲取材証を没収した。
当初、北の湖理事長は、テレビのワイドショーなどで朝青龍問題について、日本相撲協会に批判的なコメンテーターの意見に対し「杉山さんが同調するようにうなずいた」ことを協会批判と捉え、取材証没収の理由の一つに挙げていたが、9月12日に杉山も含めた関係者による直接の話し合いの中で、協会側はこの件の論争を避けるような態度を取ったとされ、後の記者会見でも北の湖理事長は言及を避けた。東京相撲記者クラブには「協会への批判等は真摯に受け止める」と回答を寄せている。そして、取材証を没収のもう一つの理由に挙げていた、杉山のテレビ出演時の肩書である「相撲評論家」や「ジャーナリスト」を問題としたが、杉山が、肩書きについてテレビ局任せで配慮が無かったことを詫びたことで、取材証が杉山に返却された。
一連の騒動の中で、いわゆる「相撲協会批判」とされたテレビのワイドショーでの杉山の言動については、東京相撲記者クラブは「批判排除は暴挙」として、協会批判があったことを前提とした抗議文を提出したが、杉山自身は「理事長の指摘の内容は違う。『個人の権利があるから、もし弁護士がいて裁判になったらどうなるのだろう』という意見に、そういう見方もあるのか、と思っただけ」と、あくまで傾聴によるうなずきで、同意するうなずきではないと協会批判はしていない旨を釈明していた。
また、テレビ出演時の肩書について日本相撲協会は「相撲評論家やジャーナリストは取材記者でないから取材証は出せない」とし、「取材証を持つ以上は相撲記者クラブ会友として活動すること」を求め、ジャーナリストや評論家との線引きで注文を付けた。この件以降、杉山は「東京相撲記者クラブ会友」という肩書きで各メディアに出ている。
相撲レポーターとしての取材歴も長い芸能リポーターの横野レイコは、出演しているフジテレビのワイドショー番組『とくダネ!』の2007年9月12日の放送で、今回の措置が杉山のみならず、自身を含めた「純粋な相撲担当記者ではないメディア関係者全員」を対象とした措置であることを明らかにしたが、杉山同様、大相撲の話題の時にテレビのワイドショーなどに出演していた、元毎日新聞相撲担当記者の中澤潔も、それまでの相撲評論家や相撲ジャーナリストから、「東京相撲記者クラブ会友」の肩書きになって活動している。
相撲取材証とは、日本相撲協会から相撲記者クラブ所属の専門記者に発行される顔写真付きのカードで、一般の報道関係者と異なり、支度部屋に入っての取材が許可される。また、両国国技館の席チケットを無料で支給されるなどの優遇措置もある。このうち会友の資格は相撲記者クラブ在籍10年以上で、且つ55歳以上との条件があり、大相撲取材に長年貢献し、協会の発展に功労のあった人をクラブ幹事社が推薦、総会で承認を得て決められる。現在は50人弱が会友となっている。

## 主な実況歴
- 皐月賞（1974年～1977年、1979年）
- 天皇賞（春）（1978年、1980年）
- NHK杯（1974年～1979年）
- 東京優駿（1974年～1979年）
- 菊花賞（1977年～1979年）
- 天皇賞（秋）（1975年、1976年）
- 有馬記念（1975年、1976年、1978年）

## 著書
- 『土俵の鬼 三代』（講談社 1988年）のち文庫
- 『名調子・杉山邦博の大相撲この名勝負-道を極めた力士との出会い』（エイデル研究所 1988年）
- 『兄弟横綱-若貴の心・技・体』（講談社 1998年）
- 『土俵一途に 心に残る名力士たち』中日新聞社　2016年

### 共著・監修
- 『土俵のチンギス・ハーン 白鵬 心・技・体の美を追い求めて』（共著：宮田修 新風舎 2007年
- 『土俵の真実 杉山邦博の伝えた大相撲半世紀』小林照幸共著 文藝春秋 2008　のち文庫
- 『大相撲手帳』監修 東京書籍 2016

## 番組出演

### NHK退局後
- 大沢悠里のゆうゆうワイド（TBSラジオ） - 本場所12日目の午前中「ゆうゆう大相撲」のコーナーに出演（〜2016年3月24日[6]）
- 大沢悠里のゆうゆうワイド土曜日版（TBSラジオ）- 2016年8月20日・2017年5月13日・12月2日、ゲスト[7][8][9]
- 徳光和夫のトクセンお宝映像!（BS日テレ） - 大相撲関連の回にはゲスト出演
- 大相撲名勝負列伝（BS朝日） - 季節ごと不定期。
- ひるおび!（TBS）- 不定期。
- 孤独のグルメ特別編 それぞれの孤独のグルメ 第3話・第4話（2024年10月19日・26日、テレビ東京） - 劇中の相撲実況